# Diocesi di Navrongo-Bolgatanga
La diocesi di Navrongo-Bolgatanga (in latino: Dioecesis Navrongensis-Bolgatangana) è una sede della Chiesa cattolica in Ghana suffraganea dell'arcidiocesi di Tamale. Nel 2021 contava 376.200 battezzati su 2.265.570 abitanti. È retta dal vescovo Alfred Agyenta.

## Territorio
La diocesi comprende l'intera regione Nordorientale del Ghana.
Sede vescovile è la città di Navrongo, dove si trova la basilica cattedrale della Madonna dei Sette Dolori. A Bolgatanga sorge la concattedrale del Sacro Cuore.
Il territorio è suddiviso in 24 parrocchie.

## Storia
La diocesi di Navrongo è stata eretta il 23 aprile 1956 con la bolla Semper fuit di papa Pio XII, ricavandone il territorio dalle diocesi di Keta (oggi diocesi di Keta-Akatsi) e di Tamale (oggi arcidiocesi). Originariamente era suffraganea dell'arcidiocesi di Cape Coast.
Il 30 maggio 1977 ha assunto il nome attuale ed è entrata a far parte della provincia ecclesiastica dell'arcidiocesi di Tamale.

## Cronotassi dei vescovi
Si omettono i periodi di sede vacante non superiori ai 2 anni o non storicamente accertati.
- Gerard Bertrand, M.Afr. † (12 aprile 1957 - 13 aprile 1973 dimesso)
- Rudolph Akanlu † (13 aprile 1973 succeduto - 14 marzo 1994 ritirato)
- Lucas Abadamloora † (14 marzo 1994 - 23 dicembre 2009 deceduto)
- Alfred Agyenta, dal 5 aprile 2011

## Statistiche
La diocesi nel 2021 su una popolazione di 2.265.570 persone contava 376.200 battezzati, corrispondenti al 16,6% del totale.
| anno | popolazione | popolazione | popolazione | presbiteri | presbiteri | presbiteri | presbiteri                | diaconi | religiosi | religiosi | parrocchie |
| anno | battezzati  | totale      | %           | numero     | secolari   | regolari   | battezzati per presbitero | diaconi | uomini    | donne     | parrocchie |
| ---- | ----------- | ----------- | ----------- | ---------- | ---------- | ---------- | ------------------------- | ------- | --------- | --------- | ---------- |
| 1970 | ?           | 678.847     | ?           | 33         | 11         | 22         | ?                         |         | 31        | 17        | 9          |
| 1980 | 16.500      | 743.000     | 2,2         | 33         | 12         | 21         | 500                       |         | 26        | 23        | 9          |
| 1990 | 40.600      | 1.080.000   | 3,8         | 33         | 21         | 12         | 1.230                     |         | 26        | 28        | 10         |
| 1999 | 92.841      | 1.254.081   | 7,4         | 40         | 29         | 11         | 2.321                     |         | 22        | 31        | 13         |
| 2000 | 95.621      | 1.281.703   | 7,5         | 42         | 32         | 10         | 2.276                     |         | 16        | 32        | 13         |
| 2001 | 95.621      | 1.281.703   | 7,5         | 34         | 24         | 10         | 2.812                     |         | 22        | 30        | 13         |
| 2002 | 82.642      | 1.388.892   | 6,0         | 48         | 36         | 12         | 1.721                     |         | 21        | 29        | 14         |
| 2003 | 85.121      | 1.425.391   | 6,0         | 45         | 34         | 11         | 1.891                     |         | 20        | 28        | 14         |
| 2004 | 200.000     | 1.500.000   | 13,3        | 46         | 34         | 12         | 4.347                     |         | 24        | 32        | 14         |
| 2013 | 118.337     | 1.896.000   | 6,2         | 62         | 51         | 11         | 1.908                     |         | 23        | 37        | 14         |
| 2016 | 140.781     | 2.025.000   | 7,0         | 58         | 45         | 13         | 2.427                     |         | 26        | 32        | 19         |
| 2019 | 360.040     | 2.168.000   | 16,6        | 71         | 56         | 15         | 5.070                     |         | 28        | 34        | 21         |
| 2021 | 376.200     | 2.265.570   | 16,6        | 73         | 58         | 15         | 5.153                     |         | 30        | 31        | 24         |